# علم النفس التربوي (مجلة)
عُرفتْ مجلة علم النفس التربوي بانها مجلة أكاديمية تمت مراجعتها من قبل الأقران وتأسست عام 1910 وتغطي علم النفس التربوي. و تم نشرها من قبل جمعية علم النفس الأمريكية.
رئيس التحرير الحالي هو ستيف جراهام من (جامعة ولاية أريزونا).  وتنشر هذه المجلة أبحاثًا نفسية أصلية حول التعليم في جميع الأعمار والمستويات التعليمية، وبالإضافة إلى المقالات النظرية والمراجعة التي تعتبر ذات أهمية خاصة.
ووفقًا لتقارير المقتبسة من المجلة، فإن عامل التأثير لعام 2018 هو 5.178، مما يجعلها في المرتبة الثالثة من بين 59 مجلة في فئة «علم النفس التربوي». 

## روابط خارجية
- الموقع الرسمي